# The Legend of Hercules
The Legend of Hercules (englisch für Die Legende von Hercules) ist ein US-amerikanischer Actionfilm von Renny Harlin aus dem Jahr 2014 mit Kellan Lutz in der Hauptrolle. Er bezieht sich auf die Abenteuer der Figur aus der griechischen Mythologie. Die Weltpremiere fand am 6. Januar 2014 in New York City statt. Regulär in den US-amerikanischen Kinos lief er am 10. Januar 2014 an, im deutschsprachigen Raum am 1. Mai 2014.

## Handlung
Hercules wächst 1200 vor Christus im antiken Griechenland als Sohn von Zeus und Königin Alkmene auf. Er weiß nichts über seine wahre Herkunft und sein Schicksal, die tyrannische Herrschaft des Königs Amphitryon, des Stiefvaters zu beenden. Hercules verbringt lieber Zeit mit seiner großen Liebe Hebe, die jedoch dem älteren Halbbruder Iphicles versprochen worden ist.
Amphitryon schickt ihn mit einer absichtlich zu klein dimensionierten Streitmacht nach Ägypten, wo er gefangen genommen und versklavt wird. Dort erkennt er seine übermenschlichen Fähigkeiten, die er nicht nur in Gladiatorenkämpfen einsetzt, sondern auch dafür, innerhalb einer Zeitspanne dreier Monde zu Hebe zurückkehren zu können.

## Produktion
Millennium Films war seit 2007 mit der Realisierung eines Filmprojektes über Hercules beschäftigt. Jedoch wurde erst im Februar 2013 die Produktion genehmigt. Im selben Monat wurde Renny Harlin für die Inszenierung beauftragt. Man kündigte das Projekt unter dem Titel Hercules 3D an. Im April 2013 vergab man die titelgebende Hauptrolle an Kellan Lutz. Kurze Zeit später wurde Liam McIntyre und Gaia Weiss für weitere zentrale Hauptrollen gecastet.
Für die Realisierung des Filmes stand ein Budget in Höhe von 70 Millionen US-Dollar zur Verfügung. Der Arbeitstitel Hercules 3D wurde später in Hercules: The Legend Begins umbenannt, bevor er seinen endgültigen Titel The Legend of Hercules bekam. Die Dreharbeiten fanden vom 10. Mai bis zum 15. Juli 2013 in Sofia, Bulgarien, statt.
Der Film erschien wenige Monate vor Hercules mit Dwayne Johnson in der titelgebenden Rolle. Somit erschienen 2014 zwei Verfilmungen über den griechischen Halbgott.

## Besetzung und Synchronisation
| Rolle            | Darsteller        | Synchronsprecher         |
| ---------------- | ----------------- | ------------------------ |
| Hercules         | Kellan Lutz       | Stefan Günther           |
| Hebe             | Gaia Weiss        | Giuliana Jakobeit        |
| König Amphitryon | Scott Adkins      | Jan-David Rönfeldt       |
| Königin Alkmene  | Roxanne McKee     | Claudia Urbschat-Mingues |
| Iphicles         | Liam Garrigan     | Dennis Schmidt-Foß       |
| Sotiris          | Liam McIntyre     | Tobias Kluckert          |
| Chiron           | Rade Šerbedžija   | Christian Rode           |
| Tarak            | Johnathon Schaech | Martin Kautz             |
| Agamemnon        | Luke Newberry     |                          |
| Creon            | Jukka Hilden      |                          |
| Lucius           | Kenneth Cranham   | Uli Krohm                |
| Kakia            | Mariah Gale       | Ghadah Al-Akel           |
| Saphirra         | Sarai Givaty      |                          |

### Sonstiges
Renny Harlin hat einen Cameo-Auftritt im Film. Er spielt einen Hauptmann, der dem König Amphitryon gegen Ende des Films Meldung macht, dass Hercules wieder im Lande sei.

## Rezeption

### Kritiken
Der Film erhielt überwiegend negative Kritiken. Christoph Petersen von Filmstarts.de urteilte über den Film, dass er „ziemlich misslungen“ sei, „trotz gut choreographierter Fights und Sets, die durchaus Eindruck schinden“.

### Einspielergebnis
An seinem Eröffnungswochenende nahm der Film 8,1 Millionen ein und belegte damit hinter Lone Survivor und Die Eiskönigin – Völlig unverfroren den dritten Platz. Der Film blieb hinter seinen Erwartungen zurück und konnte seine Produktionskosten in Höhe von 70 Millionen Dollar nicht wieder einspielen. Das weltweite Einspielergebnis beläuft sich mit dem Stand vom 3. Mai 2014 auf nur etwa 56 Millionen US-Dollar, wovon etwa 18,85 Millionen Dollar alleine aus den Vereinigten Staaten kommen.